# Словинский язык
Слови́нский (слови́нцский) (slovjĩnsħï ją̃zĕk, slovjĩnsħė gådą̃ńė, słowińskô mòwa или szproka — самоназвание) — западнославянский идиом лехитской подгруппы, вымерший в XX веке. 
Словинский язык рассматривается одними учёными как группа говоров севернокашубского диалекта, другими — как диалект кашубского (kaszebsko) либо (не выделяющими, в свою очередь, кашубский как отдельный язык) польского. Встречается употребление термина «поморский (померанский) язык», объединяющего кашубский и словинский. На нём говорили словинцы, впервые этнографически описанные А. Ф. Гильфердингом в 1856 и проживавшие к северо-западу от кашубов, между Лебским озером и озером Гардно.

## История
В XVII—XIX веке словинский язык/диалект был употребителен даже в церковной проповеди, но после объединения Германии в 1871 году стал окончательно вытесняться немецким языком. К началу XX века оставалось не более нескольких сот носителей, причём все говорили и по-немецки.
После 1945 года словинцы — протестанты (с XVI века), говорящие уже в основном на немецком языке, — рассматривались правительством Польши как немцы и были в большинстве своём изгнаны в Германские земли либо затем выехали из Польши (ПНР) по собственному желанию, поселившись в ФРГ (многие в районе Гамбурга). Там они окончательно ассимилировались. Некоторые старики, оставшиеся в Польше, ещё в 1950-е годы помнили словинские слова.

## Языковая характеристика и особенности
В словинском языке/диалекте, как и в кашубском, был особый рефлекс сочетаний с плавными *TorT, давший TarT: varna 'ворона' (ср. пол. wrona). Из других рефлексов отмечаются переход *TelT в TloT: mloṷko 'молоко' (ср. пол. mleko), *ḷ перешло в oṷ/öṷ: köṷböṷsa 'колбаса' (ср. пол. kiełbasa), произошла потеря взрыва при палатализации *dj, *g в z: saza 'сажа' (ср. пол. sadza), *ę сузилось в i: cignǫc 'тянуть' при пол. ciągnąć. Кроме того, свистящие и [c] отвердели (zäma 'зима' при пол. zima), место ударения в слове не фиксировано, происходит редукция безударных гласных.

## Примеры соответствий
| Польский             | Словинский | Полабский  | Кашубский      | Нижнелужицкий | Русский             |
| -------------------- | ---------- | ---------- | -------------- | ------------- | ------------------- |
| syn, chłopiec        | vuôtrôk    | våtrük     | òtrok [wɛtrok] | góle, gólc    | отрок, сын          |
| ja                   | jåu        | joz        | jô             | ja            | я                   |
| biały                | bjåuli     | bol'ĕ      | biôłi          | běły          | белый               |
| ogień                | vuôdžeń    | vidin      | òdżiń [wɛdżiń] | wogeń         | огонь               |
| jedno                | jäne       | janü       | jedno          | jadno         | одно                |
| jesteśmy             | jiěsmä     | jismoi     | jesmë          | smy           | (мы) есть, являемся |
| język                | jãzek      | jǫzĕk, rec | jãzëk          | rěc           | язык, речь          |
| kto                  | chtô       | kåtü       | chto           | chto          | кто                 |
| kiedy                | ga         | ?          | czej, ga       | ga            | когда               |
| kamień               | kám        | kom        | kam            | kamjeń        | камень              |
| on                   | vôn        | vån        | òn [wɛn]       | wón           | он                  |
| jaki                 | jáhi       | kot'ĕ      | jaczi          | kaki          | какой               |
| ojciec               | vôtc       | lolâ       | òjc [wɛjc]     | nan           | отец                |
| dziewczyna, dziewczę | dzěvka     | defkâ      | dzéwczã        | źowćo         | девка, девушка      |